# Keren Mor

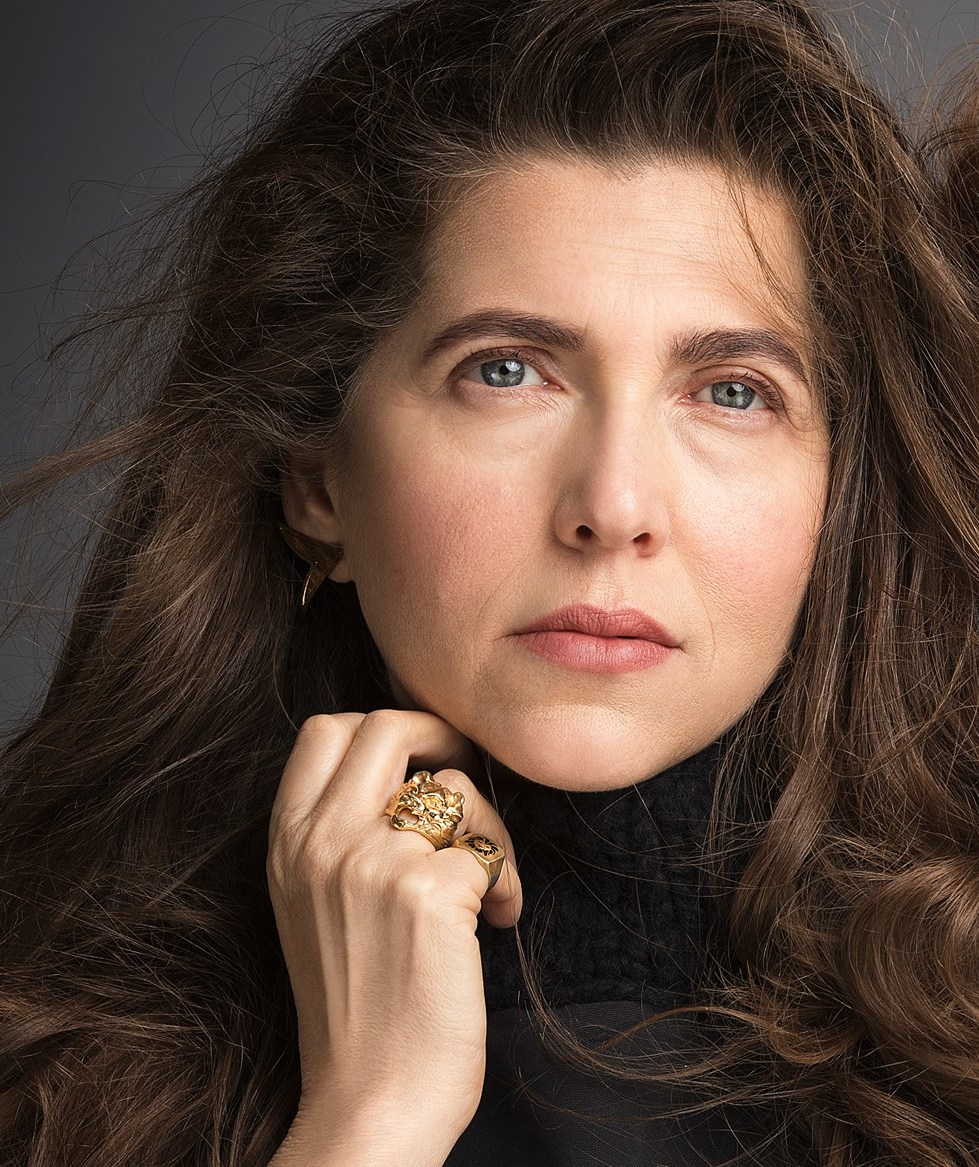
Keren Mor

Keren Mor (hebräisch קרן מור; * 30. Dezember 1964 in Israel) ist eine israelische Schauspielerin.

## Leben
Nach ihrem Wehrdienst bei der israelischen Armee studierte Keren Mor an der Nissan Nativ Acting Studio in Tel Aviv-Jaffa Schauspiel. Ihre erste Filmrolle bekam sie in dem 1987 veröffentlichten und von Jacob Goldwasser inszenierten Drama Chico, der Skipper an der Seite von Yehuda Barkan. Neben ihrer gestarteten Filmkarriere konnte sich Mor auch erfolgreich auf der Theaterbühne etablieren und spielte unter anderem im Habimah und im Cameri-Theater. Für die Darstellung der Tamar Klienhouse in der 2006 erschienenen und von Tzahi Grad inszenierten Krimi-Komödie Foul Gesture wurde Mor bei der Verleihung des israelischen Filmpreises Ophir Award als Beste Hauptdarstellerin nominiert.
Keren Mor ist mit dem israelischen Schauspieler Menashe Noy verheiratet, mit dem sie zwei gemeinsame Kinder hat.

## Filmografie (Auswahl)
- 1987: Chico, der Skipper (Abba Ganuv)
- 1997: Overture 1812
- 1998: Tag für Tag (Yom Yom)
- 2004: Shnat Effes – Die Geschichte vom bösen Wolf (Shnat Effes)
- 2006: Foul Gesture (Tnu'a Meguna)
- 2009: Carmel – Mitten im Krieg (Carmel)
- 2024: Why War

## Auszeichnung (Auswahl)
Ophir Award
- 2007: Nominierung als Beste Hauptdarstellerin für Foul Gesture